# Kim Sung-hwan
Kim Sung-hwan (* 13. April 1953 in Seoul) ist ein südkoreanischer Politiker und Diplomat und ehemaliger Außenminister von Südkorea.

## Biografie

### Persönliches
Kim Sung-hwan studierte an der Seoul National University Wirtschaftswissenschaften und in London Slawistik und Osteuropawissenschaften.
Er gehört der Saenuri-Partei an und ist Vater von zwei Töchtern.

### Diplomatische Laufbahn
1988 trat er in den diplomatischen Dienst ein. Von 1994 bis 2002 bekleidete er verschiedene Funktionen im Ministerium für Auswärtige Angelegenheiten und Handel. Von 2002 bis 2005 war er Botschafter in Usbekistan. Von 2005 bis 2006 war er stellvertretender Minister für Planung im Außen- und Handelsministerium, von 2006 bis 2008 Botschafter in Österreich und Ständiger Vertreter bei den Internationalen Organisationen in Wien. 

### Außenminister Südkoreas
Im März 2008 wurde er stellvertretender Minister für Auswärtige Angelegenheiten und Handel, am 8. Oktober 2010 Minister für Auswärtige Angelegenheiten und Handel. Er trat die Nachfolge des zurückgetretenen Yu Myung-hwan an, der der Vetternwirtschaft beschuldigt wurde. Am 11. März 2013 wurde er von Yun Byung-se abgelöst.